# مسابقات ۲۴ ساعته لمانز

نقشه مسیر مسابقات ۲۴ ساعته لمانز، پیست لا سارت لومان، فرانسه

مسابقات ۲۴ ساعتهٔ لمانز (انگلیسی: 24 Hours of Le Mans) و به (فرانسوی: 24 Heures du Mans‎) قدیمی‌ترین مسابقه خودروهای اسپورت در جهان است که به‌صورت سالانه از سال ۱۹۲۳ در نزدیکی شهر لو مان فرانسه و در رشتهٔ استقامت برگزار می‌شود. از این مسابقات به عنوان یکی از معتبرترین مسابقات خودرویی جهان و همچنین با نام «جایزه بزرگ استقامت و بازدهی» یاد می‌شود. این مسابقه یک بخش از سه‌گانه مسابقات خودروهای اسپورت است. دو مسابقهٔ دیگر، ایندیاناپلیس ۵۰۰ (به انگلیسی: Indianapolis 500) و جایزه بزرگ موناکو هستند. برخلاف مسابقات با مسافت معین که برنده بر اساس کمترین زمان ثبت شده (سریعترین) اعلام می‌شود، برنده مسابقات ۲۴ ساعته لمانز راننده‌ای است که بیشترین مسافت در ۲۴ ساعت مسابقه را طی کرده باشد.
این مسابقات را باشگاه اتومبیل‌رانی اوئست مدیریت می‌کند و محل برگزاری آن پیست سرت (به فرانسوی: Circuit de la Sarthe) است. پیست سرت متشکل از چند جادهٔ عمومی که بسته شده‌اند و قسمت‌های مخصوص مسابقه پیست است.
در این مسابقه تیم‌های مسابقه دهنده باید بین اهداف اصلی مسابقه، یعنی سرعت و استقامت برای مدت ۲۴ ساعت بدون اینکه خودروها مشکل فنی و مکانیکی پیدا کنند، توازن برقرار کنند. از ۶۰ خودرویی که برای حضور در مسابقات ۲۴ ساعته لمانز ۲۰۱۸ اجازه یافته بودند، تنها ۴۱ خودرو توانستند ۲۴ ساعت کامل را دوام بیاورند.
در سال ۲۰۱۲ مسابقات ۲۴ ساعته لمانز بخشی از مسابقات قهرمانی جهان استقامت فیا بوده است.
امروزه نیز امتیازات حاصل از مسابقه لمانز ۲۴ ساعته به رده بنده مسابقات استقامتی فیا تعلق می‌گیرد اما جزئی از تقویم مسابقات استقامتی جهان نیست.
در گذر زمان مسابقات لمانز الهام بخش مسابقات مختلفی که در سراسر جهان به وجود آمده‌اند بوده است. فرمت ۲۴ ساعتهٔ مسابقات در سراسر جهان محبوب شده است و هم‌اکنون در مسابقاتی همچون مسابقات ۸ ساعته سیبرینگ (۱۰۰۰ کیلومتر سیبرینگ) مسابقات ۲۴ ساعته دیتونا، مسابقات ۲۴ ساعته نوربرگ‌رینگ، مسابقات ۲۴ ساعته اسپا و مسابقات ۲۴ ساعته باتورست استفاده می‌شود.

## مسابقه لمانز سال ۱۹۵۵
در ۱۱ ژوئن ۱۹۵۵، تصادفی شدید در مسابقات ۲۴ ساعته لمانز رخ داد که در پیست سرت منطقهٔ لمانز در حال برگزاری بود. در جریان این اتفاق، پرتاب شدن قطعات بزرگ خودرو به داخل جمعیت، باعث کشته شدن ۸۳ نفر و راننده فرانسوی پیر بولین (که تحت نام پیر لور مسابقه می‌داد) و زخمی شدن نزدیک به ۱۸۰ نفر شد. این اتفاق فاجعه برانگیزترین حادثه تاریخ اتومبیل رانی بود و باعث شد شرکت مرسدس-بنز تا سال ۱۹۸۹ از این مسابقات کناره‌گیری کند. حادثه زمانی رخ داد که مایک هاثورن، رانندهٔ جگوار، برای تعویض لاستیک به گاراژ آمد، درست جلوی راننده آستین-هیلی، لنس مکلین، به سمت راست تغییر مسیر داد و ترمز کرد. مکلین به سمت چپ و کنار جگوار منحرف شد، درست در مسیر پیر لور، راننده مرسدس بنز ۳۰۰ اس‌ال‌آر و ساخته‌شده با بدنه‌ای از آلیاژ منگنز، که با سرعت بالاتر در حرکت بود. لور که با سرعت بالا پشت سر مکلین قرار داشت، به او برخورد کرد و به هوا پرتاب شد، خودروی لور در حالی که ۲۰۰ کیلومتر بر ساعت (۱۲۴ مایل بر ساعت) سرعت داشت، با محافط خاکی کنار مسیر برخورد کرد که باعث شد خودروی او حداقل ۲ بار به منطقه تماشاچیان برخورد کند و در آخرین ضربه هم لور از خودرو به بیرون پرتاپ شد و در دم کشته‌شد. این برخورد باعث شد قطعات بزرگی از ماشین شامل بلوک سیلندر، تعلیق جلو و کاپوت به سمت توده تماشاچیان کنار خط شروع پرتاب شود. پشت سر لور هم یک خودرو به سمت گارد منحرف شد و بعد از برخورد آتش گرفت.